# Рыбные филины
Рыбные филины (лат. Ketupa) — род птиц из семейства совиных, распространённых исключительно в Азии. Ряд специалистов, руководствуясь результатами исследований ДНК, предлагает включить виды этого рода в более обширный род филинов (Bubo). 
Международный союз орнитологов включает в род 12 видов:
- Ketupa poensis — Гвинейский филин – ранее включали в род Bubo
- Ketupa leucosticta — Западноафриканский филин – ранее включали в род Bubo
- Ketupa lactea — Бледный филин – ранее включали в род Bubo
- Ketupa shelleyi — Полосатый филин – ранее включали в род Bubo
- Ketupa blakistoni — Рыбный филин, или дальневосточный рыбный филин – ранее включали в род Bubo
- Ketupa zeylonensis — Бурый рыбный филин
- Ketupa flavipes — Гималайский рыбный филин
- Ketupa ketupu — Малайский рыбный филин
- Ketupa sumatrana — Малайский филин – ранее включали в род Bubo
- Ketupa nipalensis — Непальский филин – ранее включали в род Bubo
- Ketupa coromanda — Коромандельский филин – ранее включали в род Bubo
- Ketupa philippensis — Филиппинский филин – ранее включали в род Bubo

Когти длинные и очень острые с нижней стороны, сами лапы тоже заметно длинные и голые. Оперение менее мягкое.

## Галерея

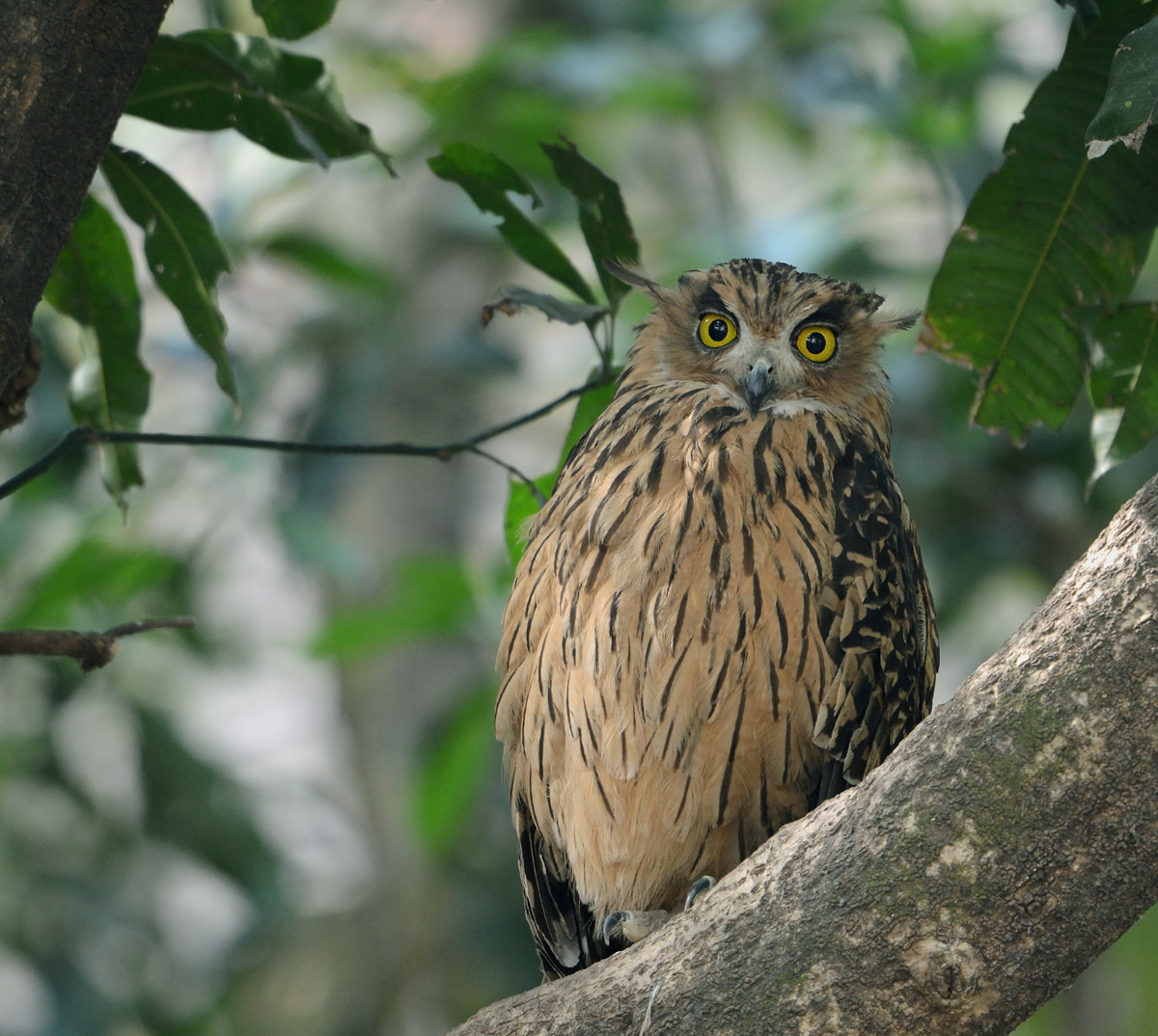
Гималайский рыбный филин
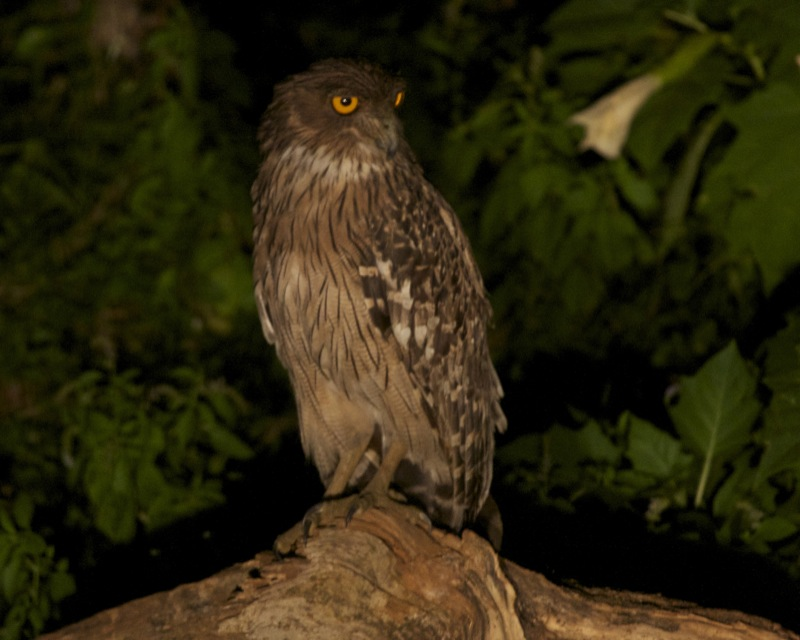
Бурый рыбный филин
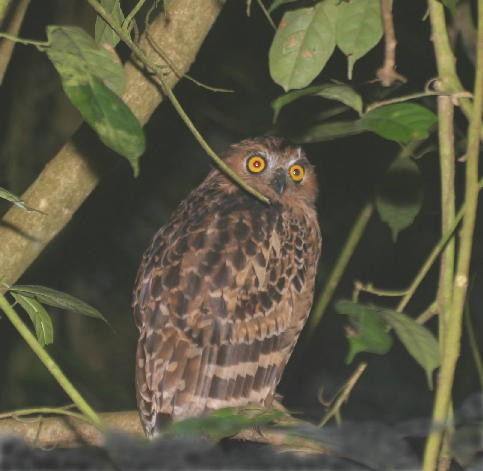
Малайский рыбный филин